# Golmayo
Golmayo – gmina w Hiszpanii, w prowincji Soria, w Kastylii i León, o powierzchni 189,83 km². W 2011 roku gmina liczyła 2219 mieszkańców.